# Keson (lotnictwo)
Keson – część konstrukcyjna skrzydła samolotu mająca na celu przeniesienie obciążeń zginających i skręcających powstałych w wyniku oddziaływania sił aerodynamicznych. Zwykle umiejscowiona w przedniej lub środkowej części płata. Często ma postać zamkniętego przekroju cienkościennego. Keson umieszczony w przedniej części ma z reguły kształt noska profilu, a umieszczony w części środkowej ma dwie powłoki poziome oraz dwie ścianki pionowe.